# Aspettando Anya
Aspettando Anya (Waiting for Anya) è un film del 2020 diretto da Ben Cookson e tratto dall'omonimo romanzo di Michael Morpurgo.
Interpretato da Noah Schnapp, Thomas Kretschmann, Frederick Schmidt, Jean Reno ed Anjelica Huston, il film è stato presentato in anteprima al 2020 Miami Jewish Film Festival e poi distribuito nei cinema il 7 febbraio 2020.

## Trama
Durante la Seconda Guerra Mondiale nella Francia occupata dai tedeschi un giovane pastore, Jo, aiuta un uomo di nome Benjamin, che aspetta con fiducia il ritorno della figlia Anya, e una vedova a mettere in salvo dei bambini ebrei facendoli arrivare in Spagna dalle montagne al confine.

## Distribuzione
Il film è stato presentato in anteprima al Miami Jewish Film Festival il 16 gennaio 2020, ed è stato distribuito nei cinema statunitensi il 7 febbraio 2020 dalla Vertical Entertainment e nei cinema de Regno Unito il 21 febbraio 2020.
Il film è stato distribuito in Italia direttamente in televisione, il 17 ottobre 2021 su Sky Cinema Due.

## Accoglienza

### Botteghino
Girato con un budget stimato di 10.000.000 di dollari statunitensi, Aspettando Anya ha incassato 0 dollari negli Stati Uniti e in Canada, e un totale mondiale di 139.504 dollari.

### Critica
Su Rotten Tomatoes, il film ha un indice di gradimento del 38% basato su 24 recensioni, con una valutazione media di 5/10. Su Metacritic, il film ha un punteggio di 38 su 100, basato su 5 critici, indicando "recensioni generalmente sfavorevoli".

## Riconoscimenti
- 2021 - MovieGuide Awards
  - Nomination Epiphany Award for Most Inspiring Movie
  - Nomination Faith and Freedom Award for Movies
  - Nomination Best Movie for Mature Audiences